# ザ・ヴェリー・ベスト・オブ・フレディ・マーキュリー
『ザ・ヴェリー・ベスト・オブ・フレディ・マーキュリー』（英語: Lover of Life, Singer of Songs）は、フレディ・マーキュリーのベスト・アルバム。日本では2006年8月30日、イギリスとヨーロッパでは2006年9月4日に発売された。

## 概要
前作『フレディ・マーキュリー・コレクション 1973-2000』より6年ぶりのリリースで、発売された2006年はマーキュリーの生誕60年と没後15年にあたる。
本作は1枚のみと2枚組の2形態でリリースされており、全形態共通のDISC 1には「ボーン・トゥ・ラヴ・ユー」やモンセラート・カバリェとのコラボ曲「バルセロナ」をはじめとしたヒット曲が収録され、DISC 2（ボーナスCD）には過去に発表された楽曲の別バージョンが収録されている。なお、マーキュリーのソロ活動を追ったベスト・アルバムは、本作が初となる。
同年11月には、マーキュリーが在籍していたクイーンのメンバーをはじめとした関係者の証言でまとめられたドキュメンタリーや楽曲のビデオ・クリップを収録した同名の映像作品『ラヴァー・オブ・ライフ、シンガー・オブ・ソングス』がリリースされている。

## 収録曲
| #         | タイトル                                                                           | 作詞・作曲                                               | プロデューサー                                                                                | 時間  |
| --------- | ---------------------------------------------------------------------------------- | -------------------------------------------------------- | --------------------------------------------------------------------------------------------- | ----- |
| 1.        | 「イン・マイ・ディフェンス」(In My Defence (2000 Remix))                           | デイブ・クラーク デイビット・ソームズ ジェフ・ダニエルズ | デイブ・クラーク レイノルド・マック フレディ・マーキュリー                                    | 3:55  |
| 2.        | 「ザ・グレート・プリテンダー」(The Great Pretender (Original 1987 Single Version)) | バック・ラム                                             | フレディ・マーキュリー マイケル・モラン デヴィッド・リチャーズ                                | 3:28  |
| 3.        | 「リヴィング・オン・マイ・オウン」(Living On My Own (1993 Radio Mix))              | フレディ・マーキュリー                                   | レイノルド・マック フレディ・マーキュリー サージ・ ラマエカーズ コリン・ピータ カール・ワード | 3:38  |
| 4.        | 「メイド・イン・ヘヴン」(Made In Heaven)                                           | フレディ・マーキュリー                                   | レイノルド・マック フレディ・マーキュリー                                                     | 4:06  |
| 5.        | 「ラヴ・キルズ」(Love Kills (Original 1984 Single Version))                        | フレディ・マーキュリー ジョルジオ・モロダー              | フレディ・マーキュリー ジョルジオ・モロダー レイノルド・マック                                | 4:30  |
| 6.        | 「生命の証」(There Must Be More To Life Than This)                                 | フレディ・マーキュリー                                   | レイノルド・マック フレディ・マーキュリー                                                     | 3:01  |
| 7.        | 「ガイド・ミー・ホーム」(Guide Me Home (with Montserrat Caballé))                  | フレディ・マーキュリー マイク・モラン                    | フレディ・マーキュリー マイク・モラン デヴィッド・リチャーズ                                  | 2:50  |
| 8.        | 「ハウ・キャン・アイ・ゴー・オン」(How Can I Go On (with Montserrat Caballé))      | フレディ・マーキュリー マイク・モラン                    | フレディ・マーキュリー マイク・モラン デヴィッド・リチャーズ                                  | 3:51  |
| 9.        | 「フーリン・アラウンド」(Foolin' Around (Steve Brown Remix))                       | フレディ・マーキュリー                                   | レイノルド・マック フレディ・マーキュリー スティーヴ・ブラウン                                | 3:37  |
| 10.       | 「タイム」(Time)                                                                   | デイブ・クラーク ジョン・クリスティ                      | デイブ・クラーク フレディ・マーキュリー                                                       | 3:57  |
| 11.       | 「バルセロナ」(Barcelona (with Montserrat Caballé))                                | フレディ・マーキュリー マイク・モラン                    | フレディ・マーキュリー マイク・モラン デヴィッド・リチャーズ                                  | 5:40  |
| 12.       | 「明日なき愛」(Love Me Like There's No Tomorrow)                                   | フレディ・マーキュリー                                   | レイノルド・マック フレディ・マーキュリー                                                     | 3:48  |
| 13.       | 「ボーン・トゥ・ラヴ・ユー」(I Was Born To Love You)                               | フレディ・マーキュリー                                   | レイノルド・マック フレディ・マーキュリー                                                     | 3:40  |
| 14.       | 「ゴールデン・ボーイ」(The Golden Boy (with Montserrat Caballé))                   | フレディ・マーキュリー マイク・モラン ティム・ライス     | フレディ・マーキュリー マイケル・モラン デヴィッド・リチャーズ                                | 6:06  |
| 15.       | 「Mr.バッド・ガイ」(Mr. Bad Guy)                                                   | フレディ・マーキュリー                                   | レイノルド・マック フレディ・マーキュリー                                                     | 4:12  |
| 16.       | 「ザ・グレート・プリテンダー」(The Great Pretender (Malouf Remix))                 | バック・ラム                                             | フレディ・マーキュリー マイク・モラン デヴィッド・リチャーズ ジュリアン・レイモンド           | 3:40  |
| 17.       | 「ラヴ・キルズ (Star Rider Remix)」(Love Kills (Star Rider Remix))                 | フレディ・マーキュリー ジョルジオ・モロダー              | フレディ・マーキュリー ジョルジオ・モロダー スター・ライダー                                  | 3:39  |
| 18.       | 「アイ・キャン・ヒア・ミュージック」(I Can Hear Music)                             | エリー・グレニッチ フィル・スペクター ジェフ・バリー     | ロビン・ジェフリー・ケーブル                                                                  | 3:29  |
| 19.       | 「ゴーイン・バック」(Goin' Back)                                                   | ジェリー・ゴフィン キャロル・キング                      | ロビン・ジェフリー・ケーブル                                                                  | 3:35  |
| 20.       | 「ガイド・ミー・ホーム」(Guide Me Home (Piano Version))                            | フレディ・マーキュリー マイク・モラン                    | ティエリー・ラング                                                                            | 4:19  |
| 合計時間: | 合計時間:                                                                          | 合計時間:                                                | 合計時間:                                                                                     | 79:01 |

| #         | タイトル | 作詞・作曲                                  | プロデューサー                                                                                           | 時間  |
| --------- | --- | ------------------------------------------- | --- | ----- |
| 1.        | 「ラヴ・キルズ (Sunshine People Radio Mix)」(Love Kills (Sunshine People Radio Mix))                                   | フレディ・マーキュリー ジョルジオ・モロダー | フレディ・マーキュリー ジョルジオ・モロダー ピエト・ブランク ジャスパ・ジョーンズ アンディ・カウホールド | 3:17  |
| 2.        | 「メイド・イン・ヘヴン (Extended Version)」(Made In Heaven (Extended Version))                                         | フレディ・マーキュリー                      | レイノルド・マック フレディ・マーキュリー                                                                | 4:50  |
| 3.        | 「リヴィング・オン・マイ・オウン (The Egg Remix)」(Living On My Own (The Egg Remix))                                   | フレディ・マーキュリー                      | レイノルド・マック フレディ・マーキュリー ザ・エッグ                                                     | 5:38  |
| 4.        | 「ラヴ・キルズ (Rank 1 Remix)」(Love Kills (Rank 1 Remix))                                                             | フレディ・マーキュリー ジョルジオ・モロダー | フレディ・マーキュリー ジョルジオ・モロダー ランク1                                                      | 7:19  |
| 5.        | 「Mr.バッド・ガイ」(Mr. Bad Guy)                                                                                       | フレディ・マーキュリー                      | レイノルド・マック フレディ・マーキュリー                                                                | 3:26  |
| 6.        | 「ボーン・トゥ・ラヴ・ユー (George Demure Almost Vocal Mix)」(I Was Born To Love You (George Demure Almost Vocal Mix)) | フレディ・マーキュリー                      | レイノルド・マック フレディ・マーキュリー ジョージ・デミュア                                             | 4:02  |
| 7.        | 「ラヴ・イズ・デンジャラス (Extended Version)」(Love Is Dangerous (Extended Version))                                  | フレディ・マーキュリー                      | レイノルド・マック フレディ・マーキュリー                                                                | 6:29  |
| 8.        | 「ラヴ・メイキン・ラヴ (Demo)」(Love Makin' Love (Demo))                                                               | フレディ・マーキュリー                      | | 3:38  |
| 9.        | 「ラヴ・キルズ」(Love Kills (Pixel82 Remix))                                                                           | フレディ・マーキュリー ジョルジオ・モロダー | レイノルド・マック フレディ・マーキュリー Pixel82                                                        | 6:14  |
| 10.       | 「ボーン・トゥ・ラヴ・ユー (Extended Version)」(I Was Born To Love You (Extended Version))                             | フレディ・マーキュリー                      | レイノルド・マック フレディ・マーキュリー                                                                | 7:06  |
| 11.       | 「フーリン・アラウンド (Early Version)」(Foolin' Around (Early Version))                                               | フレディ・マーキュリー                      | レイノルド・マック フレディ・マーキュリー                                                                | 4:16  |
| 12.       | 「リヴィング・オン・マイ・オウン (No More Brothers Extended Mix)」(Living On My Own (No More Brothers Extended Mix))   | フレディ・マーキュリー                      | レイノルド・マック フレディ・マーキュリー ノー・モア・ブラザーズ                                         | 5:15  |
| 13.       | 「ラヴ・キルズ (More Oder Rework by the Glimmers)」(Love Kills (More Oder Rework by the Glimmers))                     | フレディ・マーキュリー ジョルジオ・モロダー | フレディ・マーキュリー ジョルジオ・モロダー ザ・グリマーズ                                               | 6:53  |
| 14.       | 「恋のかけ橋 (Vocal & Piano Version)」(Your Kind Of Lover (Vocal & Piano Version))                                     | フレディ・マーキュリー                      | レイノルド・マック フレディ・マーキュリー                                                                | 3:38  |
| 15.       | 「レッツ・ターン・イット・オン (A Capella)」(Let's Turn It On (A Capella))                                             | レイノルド・マック フレディ・マーキュリー   | | 3:04  |
| 合計時間: | 合計時間: | 合計時間:                                   | 合計時間:                                                                                                | 75:05 |